# Lieudieu
Lieudieu – miejscowość i gmina we Francji, w regionie Owernia-Rodan-Alpy, w departamencie Isère.
Według danych na rok 1990 gminę zamieszkiwało 181 osób, a gęstość zaludnienia wynosiła 30 osób/km² (wśród 2880 gmin regionu Rodan-Alpy Lieudieu plasuje się na 1445. miejscu pod względem liczby ludności, natomiast pod względem powierzchni na miejscu 1434.).